# Green stamp
Green stamp, grönt frimärke, avser en 1-dollarsedel, som är grön. Termen används av radioamatörer, som i brev till utlandet medskickar en sådan sedel som svarsporto. Dollarsedlar är gångbara i de flesta länder och inväxlad i lokalvaluta motsvarar värdet 1 USD på ett ungefär avgiften för enkelt utlandsporto i många länder. I Sverige har dock på senare tid Postens brevtariffer skenat iväg så mycket att motvärdet av  1 dollar i svenskt mynt inte är nog för ett utlandsbrev.